# Fernando López Pérez
Fernando López Pérez (Buenos Aires, 14 de marzo de 1986), más conocido como Fernando López, es un jugador argentino de rugby, de ascendencia española (sus abuelos eran españoles) que posee doble nacionalidad, argentina y española. Se desempeña como pilier y actualmente juega para el AMPO Ordizia R. E. de División de Honor. Además, era internacional absoluto con la Selección Española, donde además de ser uno de los capitanes, es uno de los jugadores que más caps acumula con un total de 60.

## Biografía e infancia
Nacido en el barrio de Parque Patricios, Buenos Aires, Fernando López comenzó a jugar al rugby a los 12 años en el Rugby Club San Marcos. Posteriormente, se unió al Club Pucará, donde desarrolló gran parte de su carrera amateur y profesional en Argentina. 

## Carrera profesional
López inició su carrera profesional en 2009 con el Club Pucará, destacándose en el torneo de la URBA. En 2014, se trasladó a Francia para jugar en el Rugby Club Massy Essonne, equipo de la Pro D2. En 2016, se unió al Ordizia Rugby Elkartea en España, buscando estar más cerca de la selección nacional. 
Posteriormente volvió a Francia para jugar en el Stado Tarbes Pyrénées Rugby donde solo estuvo una temporada. En 2021 fichó por el CO Berre XV de la Fédérale 1 francesa, donde estuvo 4 temporadas.
En junio de 2025, se anunció su regreso al AMPO Ordizia R. E. de División de Honor, equipo con el que ya había jugado anteriormente. 

## Selección nacional
Gracias a su ascendencia española por parte de sus abuelos, López fue convocado por la selección española de rugby en 2015, debutando el 7 de febrero de ese año contra Rusia en el Campeonato de Europa. Desde entonces, fue una pieza clave del equipo, alcanzandó las 60 internacionalidades y siendo nombrado capitán en 2018. 
Después de la descalificación de la Copa Mundial de Rugby de 2023 y debido a un cambio estructural en la selección tanto en la directiva como en los jugadores convocados, Fernando disputó su último partido internacional en el clasificatoria al mundial contra Portugal.

## Palmarés
- Subcampeón del Rugby Europe International Championships: 2018-19 y 2019-20.

## Vida privada
Fernando López es padre de dos hijos. Su primera hija nació en Francia durante su etapa en el Massy, y su segundo hijo, nació en Argentina. 